# St. Pauli (Gilten)

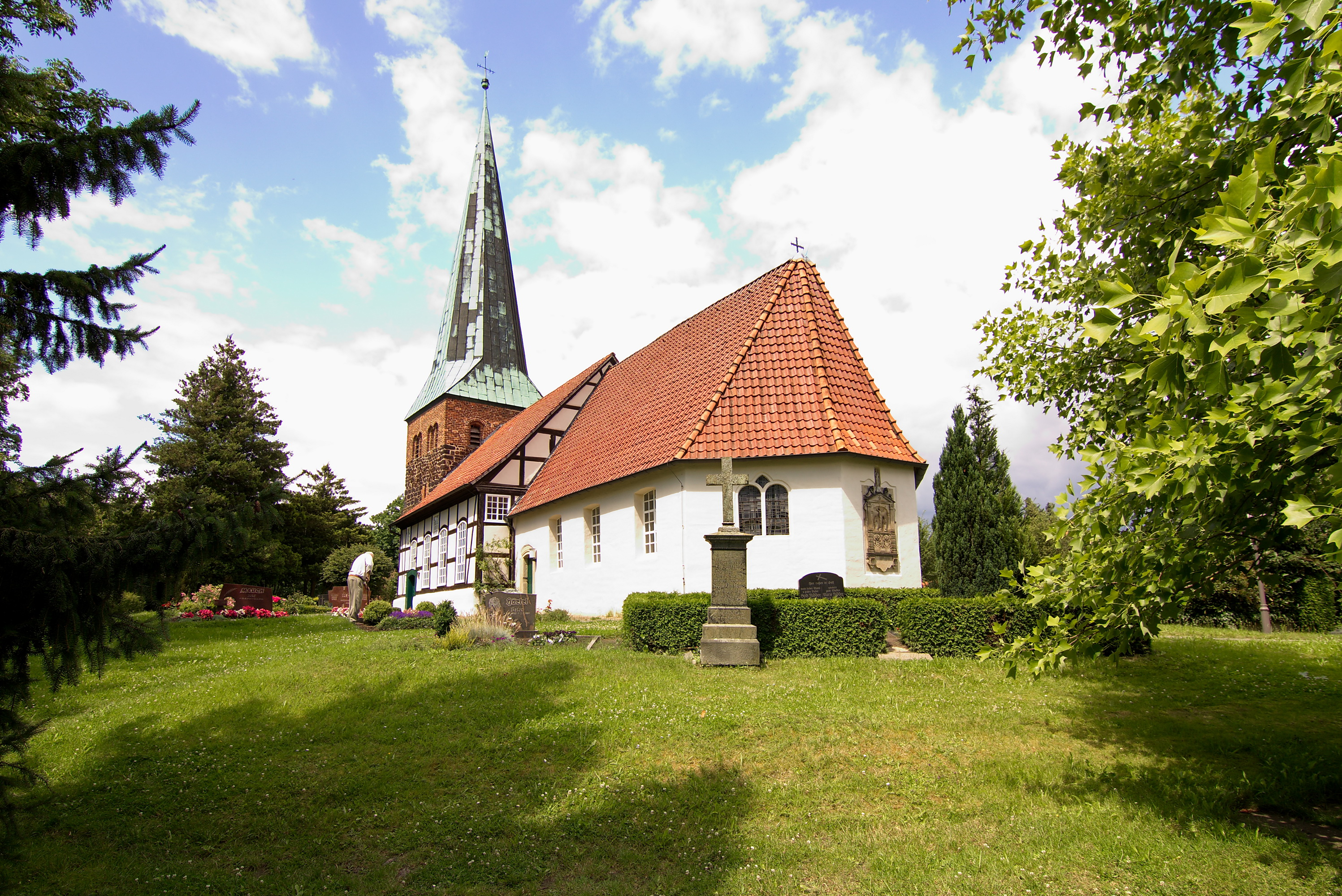
Gilten, St. Pauli

Die evangelisch-lutherische denkmalgeschützte Kirche St. Pauli steht auf dem Kirchfriedhof von Gilten, einer Gemeinde in der Samtgemeinde Schwarmstedt im Landkreis Heidekreis von Niedersachsen. Die Kirchengemeinde gehört zum Kirchenkreis Walsrode im Sprengel Lüneburg der Evangelisch-lutherischen Landeskirche Hannovers. 

## Beschreibung
Die Kirche wurde erstmals 1242 erwähnt. Die heutige Saalkirche ist im Laufe der Jahrhunderte schrittweise entstanden. Der älteste Teil ist die um 1450 entstandene Sakristei. Die unteren Geschosse des Kirchturms aus Raseneisenstein stammen von 1518. An der Westseite des Kirchturms befindet sich die Jahreszahl 1518 in einem Wappen. Sein Obergeschoss wurde 1598 in Backsteinen erhöht. Es hat Biforien als Klangarkaden. Bedeckt ist der Turm mit einem achtseitigen Helm. Der langgezogene Chor mit dreiseitigem Abschluss aus Raseneisenstein, dessen Ursprünge vom Vorgängerbau stammen, wurde nach langjährigen Arbeiten 1595, das mit einem Satteldach bedeckte Langhaus aus Holzfachwerk 1766 fertiggestellt. 
Der Innenraum des Langhauses ist in der Mitte mit einem Tonnengewölbe, die U-förmigen Emporen sind mit Flachdecken überspannt. Die Orgel mit 13 Registern, verteilt auf zwei Manuale und ein Pedal, wurde um 1900 von P. Furtwängler & Hammer gebaut und 2000 von Franz Rietzsch restauriert.